# Georges de Chambray
Pour les articles homonymes, voir Chambray (homonymie).
 (mars 2019).
Si vous disposez d'ouvrages ou d'articles de référence ou si vous connaissez des sites web de qualité traitant du thème abordé ici, merci de compléter l'article en donnant les références utiles à sa vérifiabilité et en les liant à la section « Notes et références ».
Georges, marquis de Chambray, né le 23 octobre 1783 à Paris et mort le 7 avril 1848 à Chambray, est un général d'artillerie et historien français.

## Biographie
D'une ancienne famille de Normandie, fils de Jacques de Chambray et d'Antonine Gougenot des Mousseaux, il entre à l'École polytechnique en 1801, puis comme élève sous-lieutenant à l'École d'application de l'artillerie et du génie de Metz en 1803, il devint lieutenant en second au 5e Régiment d'artillerie en 1803, lieutenant en premier en 1806 ; lieutenant en premier dans l'artillerie de la garde impériale en 1809, capitaine dans l'artillerie à cheval de la garde en 1811, et chef de bataillon à l'état-major de l'artillerie en 1813.
Il a fait avec distinction les campagnes de Boulogne, d'Ulm et d'Austerlitz, celles de 1806 et 1807 à la Grande Armée, de 1809 en Poméranie, et de 1812 en Russie.
Fait prisonnier à Wilna en février 1812, il ne rentre en France qu'à la Restauration, en 1814, et écrit l'histoire de la Campagne de Russie.
Depuis cette époque, le marquis de Chambray a été major au régiment d'artillerie à pied de la garde royale en 1815 : lieutenant-colonel en 1817, commandant de l'artillerie à Vincennes en 1823; puis colonel directeur d'artillerie à Perpignan en 1825. Il quitte le service actif en 1826 pour raison de santé.
Il se déclare membre correspondant de l'académie royale des sciences et belles lettres de Prusse et de la société royale et centrale d'agriculture de France.
Par décret du 7 mai 1811, il est nommé chevalier de la Légion d'honneur, prenant rang du 15 octobre 1816 . Il en est promu officier en 1821.
Admis à la retraite en 1829, il est élevé au grade de maréchal de camp d'artillerie le 17 janvier 1830. Conseiller général de l'Eure.
Outre l'histoire de la campagne de Russie, le marquis de Chambray a encore écrit Philosophie de la guerre, des Mélanges littéraires et un Traité pratique des arbres résineux des climats tempérés, avec atlas.
Il meurt le 7 août 1848.

### Distinctions
- Chevalier de l'ordre royal et militaire de Saint Louis (1816)
- Officier de la Légion d'honneur (1821)